# Bryum taimyrense
Bryum taimyrense är en bladmossart som beskrevs av Brotherus och Niels Bryhn 1910. Bryum taimyrense ingår i släktet bryummossor, och familjen Bryaceae. Inga underarter finns listade i Catalogue of Life.